# Бондарук Анатолій Мусійович
Анатолій Мусійович Бондарук (нар. 21 березня 1958, Козятин) —  вчений, громадський діяч, доктор технічних наук, член Ради Федерації Федеральних Зборів Російської Федерації від Республіки Башкортостан (з 15.03.2011 по 01.07.2015 рр.). Депутат Державних Зборів-Курултаю Республіки Башкортостан четвертого скликання. Заслужений хімік Республіки Башкортостан.
1 березня 2014-го року член Ради Федерації РФ Анатолій Мусійович Бондарук голосував за надання дозволу на використання Збройних Сил Російської Федерації в Україні. 
З 2018-го року знаходиться під міжнародними санкціями. 

## Біографія
Анатолій Мусійович Бондарук народився 21 березня 1958 року в м. Козятин Вінницької області Української СРСР. Поряд із загальноосвітньою, навчався в музичній школі, яку закінчив у 1975 році.
Закінчив Ростовське вище військове командне училище імені М.І. Недєліна (1981 р.) за фахом інженер з радіоелектроніки, з відзнакою - командний факультет Військової академії імені Ф.Е. Дзержинського (1989).
Місця роботи (служби): з 1976 по 1994 рік служив в НДІ ракетних військ МО СРСР (м. Ювілейний Московської області).
З 1994 по 1997 рік займався підприємницькою діяльністю (будівництво). Нині полковник у запасі.
У 1997 році став засновником і генеральним директором нафтохімічної групи «Селена»; з 2005 року - генеральний директор відкритого акціонерного товариства «Поліеф»; з 2008 року - голова ради директорів ВАТ «Поліеф».
З 1997 року - генеральний директор нафтохімічної групи «Селена» (м. Корольов Московської області).
У 1997-2005 роках, працюючи охоронцем ТОВ ЧОП «Селена-Сервіс», займався підприємницькою діяльністю в кооперативах.
У 2005 році за пропозицією президента Республіки Башкортостан Муртази Рахімова компанія «Селена» придбала за 110 млн доларів в м. Благовєщенську Республіки Башкортостан будується завод «Поліеф» і Анатолій Мусійович переїхав до міста Благовєщенськ, щоб наново звести законсервований в 1989 році завод і особисто очолив його реконструкцію.
З 2005 по 2008 роки А.М. Бондарук - генеральний директор ВАТ «Поліеф». Зусиллями А.М. Бондарука підприємство «Поліеф» витягнуто з банкротних стану. З 2008 по 2010 рік - президент ЗАТ «Група "Селена"».
З 2010 по 2011 рік - Голова Торгово-промислової палати Башкортостану.
У 2011 році обраний депутатом Державних Зборів Республіки Башкортостан (Курултай) четвертого скликання. 15 березня 2011 року на 36-му пленарному засіданні Державних Зборів достроково припинені повноваження Анатолія Бондарука як депутата, в зв'язку з його призначенням сенатором в Раді Федерації РФ, де був заступником голови Комітету Ради Федерації з оборони та безпеки. Входить до складу основних бенефіціарів АІКБ «Татфондбанк».
З 2011 року - заступник голови Комітету Федерації з оборони та безпеки.
А.М. Бондарук захистив дві кандидатські дисертації і докторську на теми: «Забезпечення промислової безпеки на етапі будівництва і освоєння об'єктів нафтогазового комплексу» та «Наукові основи автоматизованого контролю та управління системами забезпечення промислової безпеки». Має вчені ступені кандидата і доктора технічних наук, кандидата економічних наук. Має 4 патенти та низку наукових робіт.